# خوسيه مندوزا زامبرانو
خوسيه مندوزا زامبرانو (بالإسبانية: José Mendoza)‏ هو لاعب كرة قدم بيروفي، ولد في 24 يوليو 1982 في بيسكو، بيرو في بيرو. شارك مع منتخب بيرو لكرة القدم. أما مع النوادي، فقد لعب مع خوان أوريتش وسبورت وانكايو ونادي أياكوتشو ونادي سبورتينغ كريستال ونادي يونيفرسيتاريو.

## وصلات خارجية
- خوسيه مندوزا زامبرانو على موقع قاعدة بيانات كرة القدم.إي يو (الإنجليزية)
- خوسيه مندوزا زامبرانو على موقع ناشيونال فوتبول تيمز (الإنجليزية)
- خوسيه مندوزا زامبرانو على موقع Soccerway.com (الإنجليزية)